# Maruf al-Rusafi
Maruf ar-Russafí (àrab: معروف الرُّصَافِي, Maʿrūf ar-Ruṣāfī) (Al-Rusafa, Bagdad, 1875 - ?, 16 d'abril de 1945) fou un destacat poeta iraquià, d'idees radicals en política i d'origen kurd de la tribu Jabariyya pel seu pare, i dels àrabs Banu Xammar per la mare. Va donar suport al Comitè Unió i Progrés i va escriure el poema Tammuz al-Hurriyya ("Juliol, el mes de la Llibertat") per celebrar la revolució dels Joves Turcs de 1908 i la deposició del sultà. Oposat al desmembrament de l'Imperi Otomà, quan aquest fou inevitable, el 1918, va començar la seva oposició als haiximites i aviat al rei Faisal ibn Husayn, proclamat rei a l'Iraq pels britànics. Fou elegit diputat el 10 de maig de 1928 i reelegit diverses vegades, exercint durant 8 anys entre l'11 de novembre de 1930 i el 22 de febrer de 1939. Després va viure a Falluja on va escriure un llibre considerat herètic. El 1941 va donar suport al cop d'estat feixista de Rashid Ali Gaylani el 1941, fins que els britànics van tornar a Bagdad el 2 de juny i va compondre un poema en honor dels quatre daurats (quatre tinents coronels executats, base del grup conegut com del Quadrat Daurat, proalemany) en què afirmava que un dia l'exèrcit liquidaria la dinastia. No fou arrestat, però sense recursos va haver de vendre cigarrets a les cantonades. Va morir a Bagdad el 16 de març de 1945. El seu diwan fou publicat a Beirut el 1958.